# Codi ATC C04
El  codi ATC C04, descrit com Vasodilatadors perifèrics, és una subgrup terapèutic de l'Anatomical, Therapeutic, Chemical Classification System (ATC). La classificació ATC és un sistema de codis alfanumèric desenvolupat per l'Organització Mundial de la Salut (OMS) per als fàrmacs i altres productes sanitaris. El subgrup C04 és part del grup anatòmic C Sistema cardiovascular.

Els codis per a ús veterinari (codis ATCvet) poden han estat creats afegint la lletra Q davant dels codis ATC humans: QC04... 
Les adaptacions estatals de la classificació ATC poden incloure codis addicionals no presents en aquesta llista, que segueix la versió de l'OMS.

## C04A Vasodilatadors perifèrics
C04A A Derivats del 2-amino-1-feniletanol
C04A B Derivats de l'imizadolina
C04A C Àcid nicotínic i derivats
C04A D Derivats de la purina
C04A I Alcaloides de l'ergot
C04A F Enzims
C04A X Altres vasodilatadors perifèrics